# 実相院 (松平忠光正室)
実相院（じっそういん、? - 寛永6年（1629年））は、信濃松本藩主・松平康長の次男で嫡子であった松平忠光の正室。父は阿波徳島藩祖・蜂須賀家政。母は家政の側室の女。兄姉には蜂須賀至鎮、即心院（池田由之正室）、阿喜姫（井伊直孝正室）がいる。名は辰（たつ）。

## 生涯
阿波徳島藩祖・蜂須賀家政の四女として生まれる。長じて松平康長の次男・松平忠光の正室となる。忠光との間には、後に上野七日市藩主・前田利意の正室となる娘（二の丸殿）を出産する。 
寛永6年3月16日（1629年）、夫である忠光が32歳で死去し、同年に辰も没する。同年7月1日、父である家政は辰の供養のため、丈六寺（徳島県徳島市丈六町）の本堂を再建し、同寺に辰の墓を建てた。法名は実相院殿不見貞心大姉。